# Белведере Спинело (Кротоне)
Белведере Спинело (итал. Belvedere Spinello) је насеље у Италији у округу Кротоне, региону Калабрија.
Према процени из 2011. у насељу је живело 2207 становника. Насеље се налази на надморској висини од 251 м.

## Становништво
| 1931. | 1936. | 1951. | 1961. | 1971. | 1981. | 1991. | 2001. | 2011. |
| ----- | ----- | ----- | ----- | ----- | ----- | ----- | ----- | ----- |
| 2.030 | 2.288 | 2.963 | 3.139 | 3.063 | 3.032 | 2.935 | 2.470 | 2.327 |